# دنی کانسلا
دنی کانسلا (انگلیسی: Dani Cancela؛ زادهٔ ۲۳ سپتامبر ۱۹۸۱) بازیکن فوتبال اهل اسپانیا است.
از باشگاه‌هایی که در آن بازی کرده‌است می‌توان به باشگاه فوتبال لوگو، باشگاه ورزشی کیتچی، باشگاه فوتبال فوئنلابرادا، و باشگاه فوتبال دپورتیوو لاکرونیا اشاره کرد.
وی همچنین در تیم ملی فوتبال هنگ کنگ بازی کرده‌است.